# Campeonato Brasileiro Feminino de Xadrez de 1965
O Campeonato Brasileiro Feminino de Xadrez de 1965 foi realizada na cidade do Rio de Janeiro, nas dependências do Clube Ginástico Português, de 14 a 22 de dezembro de 1965. A baiana Ruth Cardoso foi a campeã, conquistando seu segundo título da competição.

## Tabela de Resultados
A competição foi jogada no sistema de todas contra todas.
| N° | Jogadora           | Estado | 1 | 2 | 3 | 4 | 5 | 6 | 7 | Total |
| -- | ------------------ | ------ | - | - | - | - | - | - | - | ----- |
| 1  | Ruth Cardoso       | BA     | - | 1 | 1 | 1 | 1 | ½ | 1 | 5½    |
| 2  | Taya Efremoff      | SP     | 0 | - | ½ | ½ | 1 | ½ | 1 | 3½    |
| 3  | Noemi de Oliveira  | GB     | 0 | ½ | - | 0 | 1 | ½ | 1 | 3     |
| 4  | Sônia Paredes      | GB     | 0 | ½ | 1 | - | 0 | 1 | ½ | 3     |
| 5  | Norma Segall       | GB     | 0 | 0 | 0 | 1 | - | 1 | 1 | 3     |
| 6  | Eunice de Aquino   | GB     | ½ | ½ | ½ | 0 | 0 | - | 1 | 2½    |
| 7  | Hermine Szadkowski | GB     | 0 | 0 | 0 | ½ | 0 | 0 | - | ½     |